# Magdalena Schönauer
Magdalena Schönauer (* 16. Mai 1778 in Ursprung, Roßbach als Magdalena Kastner; † 19. August 1828 in Braunau am Inn) war eine österreichische Brandstifterin.
Bekannt war sie auch unter dem Namen Magdalena Grundwürmel, dem Familiennamen ihres ersten verstorbenen Gatten; weiters wurde sie auch noch Schimmelreiter Lena oder Ortner Baslin genannt.

## Leben
Magdalena Schönauer wurde am 16. Mai 1778 in der zur Gemeinde Roßbach gehörenden Ortschaft Ursprung an der oberösterreichischen Grenze zu Bayern als Tochter des Tagelöhners Georg Kastner geboren. Ihr wurde nur eine geringfügige Schulkenntnis vermittelt, ehe sie bereits als Neunjährige von ihrer Mutter aus der Schule genommen und zum Arbeiten zu fremden Familien geschickt wurde. Auch später war die Analphabetin stets als Tagelöhnerin tätig und wechselte oftmals ihre Arbeitsplätze. Als Schimmelreiter Lena zog sie als Viehmagd von Bauer zu Bauer, blieb aber nie lange an einem Platz und war zumeist nicht länger als ein Vierteljahr bei einem Dienstgeber. Anfang des Jahres 1808 begann sie ihre Tätigkeit als Viehmagd am Hanselbauerngut von Joseph Hartinger in der zum oberösterreichischen Aspach gehörenden Ortschaft Baumgarten. Bereits damals hat sie zwei ortsansässigen Bauern Rache geschworen, nachdem diese sie der Faulheit beschuldigt hatten. In der Nacht des 13. Oktobers 1808 trat sie dabei erstmals als Brandstifterin in Erscheinung, als sie den Bauernhof des Joseph Lengauers, vulgo Zacherl, einer der beiden Bauern, denen sie Rache geschworen hatte, in Brand steckte. In weiterer Folge setzte sie binnen sechs Wochen sechs verschiedene Bauernhöfe, darunter auch den ihres Dienstgebers, in Brand. Im Juni 1810 heiratete sie den aus einer Vagabundenfamilie stammenden Tagelöhner Johann Grundwürmel und trat fortan als Magdalena Grundwürmel in Erscheinung.
Nach der Heirat fühlte sie sich des für sie zwangsvollen Lebens als Dienstmagd entbunden und konnte sich auf ihr Dasein als Bettlerin und Brandstifterin konzentrieren. Da ihr die Bettlerei nicht viel einbrachte und sie keiner geregelten Arbeit mehr nachkommen wollte, begann sie mit der Brandstifterei, um bei den hierdurch entstandenen Wirren Diebstähle zu begehen. Ab 1812, vor allem jedoch ab April 1814, legte sie im Innviertel und dabei vor allem in den Gegenden um Aspach, Geinberg, Altheim, Mining usw. mindestens 34 Brände, bei denen 47 Bauernhäuser zerstört und zahlreiche Menschen getötet wurden. Der dabei entstandene materielle Schaden, der in einer Zeit entstand, in der es in dieser Gegend noch keine Feuerversicherungen gab, belief sich auf etwa 200.000 fl. Nach dem Tod ihres Mannes heiratete sie am 10. Mai 1826 einen geistig behinderten Kleinhäusler in der Ortschaft Amberg bei Mining und trug ab dieser Zeit den Namen Magdalena Schönauer. Im Laufe ihres Lebens gebar sie sieben Kinder, die allesamt kurze Zeit nach der Geburt starben. Anfang September 1827 wurde sie in der Ortschaft Amberg der Brandstiftung überführt, woraufhin sie in weiterer Folge auch die vorangegangenen Verbrechen gestand und am 31. März 1828 wegen Brandlegung und Diebstahl zum Tod durch den Strang verurteilt wurde. Während ihrer Haft zeigte sie Reue und ermahnte Menschen aus der Umgebung, die sie besuchten, zu einer ordentlichen Lebensführung. Am 19. August 1828 wurde sie in Braunau am Inn hingerichtet.
Als „Feuerhexe des Innviertels“ war sie auch noch Jahrzehnte nach ihrem Tod in der Bevölkerung bekannt. Ein für einen Steckbrief angelegtes Ölbild mit dem Abbild Schnönauers befand sich daraufhin im Braunauer Heimatmuseum.